# Paula de Boer
Paula de Boer (* 10. Juni 2000) ist eine deutsche Leichtathletin.

## Karriere
2020 wurde de Boer mit dem MTV Lübeck deutsche Vizemeisterin der Mannschaftswertung im Siebenkampf. 2021 verteidigte sie diesen Titel. Bei den deutschen Hallenmeisterschaften 2022 gewann sie die Bronzemedaille im Siebenkampf. 2024 wurde sie im Siebenkampf Deutsche Meisterin in der Mannschaftswertung mit ihrem Verein.